# Question (EP)
Question es el segundo EP del grupo femenino surcoreano CLC.

## Antecedentes
CLC, hizo su primer regreso con el lanzamiento de su segundo miniálbum Question. El álbum y el vídeo musical para su sencillo promocional «Curious (Like)» fue lanzado el 28 de mayo. La canción está compuesta por los compositores Seo Jaewoo, Big Sancho y Son Youngjin, y se centra en los corazones de los jóvenes de un amor unilateral.

## Lista de canciones
| Question |                            |                                      |                                      |                                      |          |  |
| N.º      | Título                     | Letras                               | Música                               | Arreglo                              | Duración |  |
| 1.       | «Hey-Yo»                   | Big Sancho, FERDY, Lee Brian D       | Big Sancho, FERDY                    | Big Sancho, FERDY                    | 3:34     |  |
| 2.       | «Curious (Like)» (궁금해)  | Big Sancho, Seo Jaewoo, Son Youngjin | Big Sancho, Seo Jaewoo, Son Youngjin | Big Sancho, Seo Jaewoo, Son Youngjin | 3:45     |  |
| 3.       | «Lucky»                    | Duble Sidekick, Seion, David Kim     | Duble Sidekick, Seion                | 영광의 얼굴들                        | 3:09     |  |
| 4.       | «Hide and Seek» (숨바꼭질) | Jung Il-hoon                         | Jo Sung-ho, FERDY                    | Jo Sung-ho, FERDY                    | 3:20     |  |
| 5.       | «What Do I Do» (어쩌죠)    | Big Ssancho, Son Youngjin            | Son Youngjin                         | Son Youngjin                         | 3:48     |  |

## Historial de lanzamiento
| País          | Fecha              | Distribuidor                    | Formato              |
| ------------- | ------------------ | ------------------------------- | -------------------- |
| Corea del Sur | 28 de mayo de 2015 | Cube Entertainment CJ E&M Music | CD, descarga digital |